# Giovanni Lorenzo Lucchesini
Giovanni Lorenzo Lucchesini (Lucca, 17 de julio de 1638 – Roma, 28 de febrero de 1716) fue un jesuita y humanista italiano.

## Vida
Cursó la filosofía (1656-1659) y la teología (1663- 1667) en el Collegio Romano, y enseñó letras en las clases inferiores (1659-1663) antes de la teología y, tras su ordenación, retórica en las superiores (1668-1677) y ética (1677-1678). Fue prefecto de estudios (1678-1690) en el Pontificio Colegio Griego de Roma y operario (1690-1699); durante este tiempo fue consultor de la Sagrada Congregación de Ritos y miembro de la Comisión para el examen de los obispos. De vuelta al Collegio Romano, fue profesor de ética (1699- 1708) y de Sagrada Escritura (1708-1711), y quedó como rector (171 1-1716) de la iglesia de San Ignacio.
Publicó muchos discursos y composiciones poéticas en latín elegante. Entre éstas hay una sátira de costumbres sobre la mañana de un joven rico que tiene cierta analogía con la sátira de Giuseppe Parini. Su pequeña biografía latina de Rosa de Lima fue escrita antes de su beatificación y cuando Lucchesini era aun escolar. La obra, muy popular, tuvo nueve ediciones y se tradujo a varias lenguas. Publicó también libros en defensa de la fe católica, contra el jansenismo y, en italiano, una agria polémica contra El príncipe de Nicolás Maquiavelo, que levantó mucha polvareda.

## Obras
- Compendium admirabilis vitæ Rosæ de S. Maria (Roma, 1665).
- Specimen didascalici carminis et satyræ (Roma, 1672).
- Christus judex. Tragœdia (Roma, 1673).
- Demonstrata impiorum insania... (Roma, 1688).
- Saggio della sciocchezza di Nicolò Macchiavelli scoperta... (Roma, 1697).
- De jansenianorum haeresi... (Roma, 1705).
- Panegyrici et satyræ (Roma, 1708).
- Oratoria paradoxa 2 v. (Roma, 1713).